# Vought XF8U-3 Crusader III
Le Vought XF8U-3 Crusader III fut un avion développé par Chance Vought, en réponse au concours lancé en décembre 1955 par l'US Navy pour réaliser un intercepteur naval de la classe Mach 2+. Cet appareil fut un concurrent au McDonnell F4H Phantom II pour succéder au (futur) célèbre Chance Vought F8U-2 Crusader.
Bien que basé en esprit sur le F8U-1 et le F8U-2, et utilisant le même sigle (F8U) de désignation de l'ancien système de la Marine, cet appareil n'avait que peu d'éléments en commun avec ses prédécesseurs.

## Étude et développement
En parallèle avec les F8U-1 et -2, l'équipe de conception travaillait également sur un plus gros avion avec encore plus de performance, référencé en interne comme le V-401. Bien que l'extérieur similaire au Crusader partageant avec lui des éléments de conception comme les ailes à incidence variable, le nouvel avion de chasse était plus grand et propulsé par le moteur Pratt & Whitney J75-P-5A  générant 131 kN de  poussée avec postcombustion.
Pour faire face aux conditions de vol supersonique, il a été équipé avec de grandes nageoires ventrales verticales sous la queue qui tournaient en position horizontale pour l'atterrissage. Pour assurer des performances suffisantes, Vought avait prévu un moteur de fusée Rocketdyne XLF-40 à carburant liquide de  35,6 kN de poussée en plus du turboréacteur. L'avionique comprenait  un calculateur de tir AN/AWG-7, un radar AN/APG-50, et une liaison de données AN/ASQ-19. Le système de suivi était prévu pour pouvoir suivre six appareils et en engager deux simultanément.
En raison de changements importants par rapport au F8U-1, le F8U-2 avait été appelé par certains « Crusader II » et, en conséquence, le XF8U-3 a été officiellement étiqueté « Crusader III ».

## Histoire opérationnelle

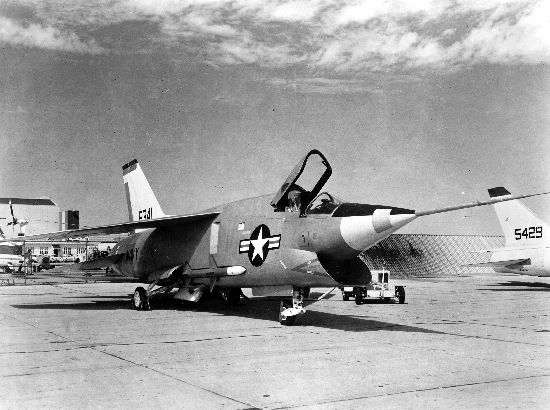
Une vue de l'entrée d'air de menton du XF8U-3 radicalement différente de celle de son prédécesseur, le Vought F-8 Crusader.

Le XF8U-3 fit son premier vol le 2 juin 1958. Malgré les allégations de nombreux livres et revues prétendant que l'avion avait atteint Mach 2,6 à 35 000 pieds (10 670 m), pendant ses essais, la vitesse maximale atteinte (une seule fois) fut de Mach 2,39, tandis que sa vitesse normale ne dépassait pas Mach 2,32. Le 14 août, au cours de son 38e vol d'essai, l'avion dépassa Mach 2 en palier, bien avant son rival, le F4H-1.
Certaines sources affirment que Vought visait une vitesse maximale de Mach 2,9 (grâce à l'appoint d'une fusée installée dans la queue) bien que la cellule (en aluminium) et le pare-brise ne fussent pas conçus pour résister à la chaleur d'une vitesse de plus de Mach 2,35. Le plafond atteint s'est révélé supérieur à 76 000 pieds (23 170 m).
Les vols de confrontation avec le principal concurrent du Crusader III, le futur McDonnell Douglas F-4 Phantom II, ont montré que le concept de Vought avait un avantage certain en matière de maniabilité. John Konrad, chef pilote d'essai de Vought, a déclaré plus tard que le Crusader III pouvait voler en cercles autour du Phantom II. Le rapport poussée-poids (ratio T/W) en combat était proche de l'unité (0,97), tandis que celui du F4H n'était que de 0,87. Toutefois, le pilote solo du XF8U-3 était facilement dépassé par la charge de travail requise pour piloter l'intercepteur et tirer les missiles Sparrows qui nécessitent l'illumination radar constante de la cible, tandis que le Phantom II disposait à son bord d'un officier d'interception radar, le R.I.O..
En outre, avec la perception que l'ère des canons appartenait désormais au passé, la charge utile du Phantom, considérablement plus grande, et sa capacité d'effectuer des missions air-sol aussi bien qu'air-air, ont eu raison du chasseur rapide mais monotâche de Vought.
Pour des raisons similaires, le Phantom devrait remplacer le F-8 Crusader de la Navy comme principal chasseur de supériorité aérienne de jour durant la guerre du Vietnam, bien qu'il ait été initialement présenté comme un intercepteur armé de missiles en complément des chasseurs de jour comme le Crusader.
Avec cinq appareils construits, le programme F8U-3 fut annulé. Trois avions ont volé au cours du programme de test puis (avec deux autres cellules) furent transférés à la NASA pour des essais atmosphériques, car le Crusader III était capable de voler plus haut que 95 % de la couche atmosphérique terrestre. Les pilotes de la NASA volant à Patuxent River ont systématiquement intercepté et battu les Phantom II de l'US Navy dans des combats simulés, jusqu'à ce que des plaintes de la Marine mettent fin à ce harcèlement.
Tous les Crusader III ont été plus tard mis au rebut.

## Operateurs
États-Unis
- United States Navy
- NASA

### Développement lié
- Vought F-8 Crusader
- LTV A-7 Corsair II

### Aéronefs comparables
- Grumman XF12F (en)
- McDonnell Douglas F-4 Phantom II

- Liste d'avions de chasse
- Liste des aéronefs des forces armées des États-Unis